# Centruroides schmidti
Centruroides schmidti es una especie de escorpión del género Centruroides, familia Buthidae. Fue descrita científicamente por Sissom en 1995.
Se distribuye por Costa Rica, Nicaragua, Honduras, Guatemala y México. Se sabe que es de hábitos nocturnos y habita en árboles (especialmente en las ramas de arbustos).

## Descripción
Especie relativamente pequeña y esbelta, puede medir 30-40 milímetros de longitud, color amarillo o castaño con manchas oscuras. Posee dientes pectinales.